# غردو (سدة أراك)
غردو (بالفارسية: گردو) هي قرية تقع في إيران في Sedeh Rural District.